# Florian Schabereiter
Florian Schabereiter (Leoben, 10 febbraio 1991) è un ex saltatore con gli sci austriaco.

## Biografia
In Coppa del Mondo esordì il 6 febbraio 2010 a Willingen (26°) e ottenne l'unico podio il giorno seguente nella medesima località (3°). Non partecipò né a rassegne olimpiche né iridate.

## Palmarès

### Mondiali juniores
- 2 medaglie:
  - 2 ori (gara a squadre a Štrbské Pleso 2009; gara a squadre a Hinterzarten 2010)

### Coppa del Mondo
- Miglior piazzamento in classifica generale: 77º nel 2010
- 1 podio (a squadre):
  - 1 terzo posto

### Campionati austriaci
- 1 medaglia[1]:
  - 1 oro (gara a squadre dal trampolino normale nel 2012)